# Magali Plovie
Pour les articles homonymes, voir Plovie.
Magali Plovie, née le 4 août 1976 à Ixelles, est une femme politique belge, membre d'Ecolo, et juge à la Cour constitutionnelle.

## Biographie

### Parcours scolaire et professionnel
Magali Plovie est titulaire d'un master en droit obtenu à l'ULB.
Elle officie près de 10 ans comme collaboratrice chargée des matières sociales au cabinet le ministre écologiste bruxelloise Évelyne Huytebroeck.
Par la suite elle retourne dans la société civile pour travailler dans le Service de lutte contre la pauvreté.

### Parcours politique
Magali Plovie commence son parcours politique avec une première immersion au sein du Parlement bruxellois lors de la 5e législature entre 2012 et 2014 en remplacement de Vincent Vanhalewyn lui-même remplaçant de Sarah Turine, et lors de la 6e législature en remplacement d'Évelyne Huytebroeck ministre en affaires courantes(du 11 juin 2014 au 20 juillet 2014).
Elle retrouve l'hémicycle bruxellois en juin 2017 en tant que remplaçante d'Isabelle Durant et est ensuite élue en mai 2019.
Elle devient la Présidente du Parlement francophone bruxellois en juillet 2019 (Assemblée de la Commission communautaire française de la région de Bruxelles-Capitale (CoCoF)).
Elle est également cheffe de groupe Ecolo au conseil communal de Forest depuis 2018, où elle est conseillère communale depuis 2012.

### Juge à la cour constitutionnelle
En remplacement de Thierry Detienne, Magali Plovie est nommé juge de la cour constitutionnelle en juin 2023 et prend fonction en septembre 2023. Elle quitte son mandat politique par la même occasion.

## Mandats politiques
- 01/03/2007 - 28/02/2013 : Conseillère au CPAS de Forest (Administratrice au Foyer Forestois en tant que représentante du CPAS) ;
- Depuis le 03/12/2012 : Conseillère communale de Forest ;
- Depuis le 30/06/2017 (jusqu'au 11/06/2019 en remplacement de Isabelle Durant) et du 20/12/2012 - 25/05/2014 (en remplacement de Vincent Vanhalewyn lui-même remplaçant de Sarah Turine) et  du 11/06/2014 - 20/07/2014  (en remplacement de Évelyne Huytebroeck, ministre en affaires courantes[2]) : Députée bruxelloise ;
- Depuis novembre 2018 : Cheffe de groupe au conseil communal de Forest
- Depuis le 18/07/2019 : Présidente de l'Assemblée de la Commission communautaire française de la région de Bruxelles-Capitale (CoCoF) (Parlement francophone bruxellois)[4].

## Avancées politiques
En mars 2019, alors qu’elle préside le comité d’avis pour l’égalité des chances entre hommes et femmes, Magali Plovie remet une série de recommandations sur l’égalité entre les femmes et les hommes dans l’espace public, notamment sur le sexisme dans l’espace public et le cyberharcèlement.
En juillet 2019, lorsqu’elle devient Présidente du Parlement francophone bruxellois, Magali Plovie annonce d’emblée sa volonté de faire de la démocratie une de ses priorités.
En décembre 2019, elle initie les commissions délibératives au Parlement de la Région de Bruxelles-Capitale et au Parlement francophone bruxellois. Les commissions délibératives sont des commissions composées de ¾ de citoyens tirés au sort et de ¼ de parlementaires, qui émettent ensemble des recommandations. Il s’agit d’une innovation démocratique majeure, une première mondiale.

## Publications

### Articles
- "Pour une démocratie radicale", Le Vif, 22 avril 2018[12]
- "Au-delà des urnes, appelons les citoyen.ne.s dans les hémicycles pour construire une nouvelle société!", Le Soir, 22 mai 2020[13]
- "La délibération citoyenne, le pari de la radicalité politique", La Revue Nouvelle, novembre 2020[14]